# Джексон Мулека
Джексон Мулека Кіанвубу (фр. Jackson Muleka Kyanvubu, нар. 4 жовтня 1999, Лубумбаші, ДР Конго) — конголезький футболіст, форвард турецького клубу «Бешикташ» та національної збірної ДР Конго.

## Клубна кар'єра
Свою футбольну кар'єру Джексон Мулека починав у конголезькому клубі «ТП Мазембе». Де з 2017 року провів три сезони. У першому ж сезоні Мулека забив у національному чемпіонаті 24 голи і став найкращим бомбардиром турніру. У сезоні 2019—2020 Мулека забив 7 голів у Африканській Лізі чемпіонів, що значно підвищило попит на форварда з боку провідних європейських клубів.
У 2020 році футболіст підписав чотирирічний контракт з бельгійським клубом «Стандард». Де вже з першого сезону забронював за собою місце в основі.

## Кар'єра в збірній
У вересні 2019 року у матчі проти команди Руанди Джексон Мулека дебютував у складі національної збірної ДР Конго. Вже восени того ж року Мулека відзначився забитими голами у матчах за збірну країни.

## Статистика виступів

### Статистика виступів за збірну
Станом на 4 червня 2022 року
| Дата       | Місто        | Господарі   | Результат | Гості      | Турнір                                       | Голи | Примітки |
| ---------- | ------------ | ----------- | --------- | ---------- | -------------------------------------------- | ---- | -------- |
| 18-9-2019  | Кіншаса      | ДР Конго    | 2 – 3     | Руанда     | товариський матч                             | -    | 89'      |
| 22-9-2019  | Бангі        | ЦАР         | 0 – 2     | ДР Конго   | Відбір до Чемпіонату африканських націй 2020 | 1    | 78'      |
| 10-10-2019 | Бліда        | Алжир       | 1 – 1     | ДР Конго   | товариський матч                             | -    | 73'      |
| 13-10-2019 | Ам'єн        | Кот-д'Івуар | 3 – 1     | ДР Конго   | товариський матч                             | -    | 46'      |
| 20-10-2019 | Кіншаса      | ДР Конго    | 4 – 1     | ЦАР        | Відбір до Чемпіонату африканських націй 2020 | 1    |          |
| 14-11-2019 | Кіншаса      | ДР Конго    | 0 – 0     | Габон      | Відбір до Кубка африканських націй 2021      | -    | 75'      |
| 18-11-2019 | Бакау        | Гамбія      | 2 – 2     | ДР Конго   | Відбір до Кубка африканських націй 2021      | 1    |          |
| 25-3-2021  | Франсвіль    | Габон       | 3 – 0     | ДР Конго   | Відбір до Кубка африканських націй 2021      | -    | 73'      |
| 29-3-2021  | Кіншаса      | ДР Конго    | 1 – 0     | Гамбія     | Відбір до Кубка африканських націй 2021      | -    | 63'      |
| 7-10-2021  | Кіншаса      | ДР Конго    | 2 – 0     | Мадагаскар | Відбір до ЧС 2022                            | -    | 87'      |
| 10-10-2021 | Антананаріву | Мадагаскар  | 1 – 0     | ДР Конго   | Відбір до ЧС 2022                            | -    | 78'      |
| 14-11-2021 | Кіншаса      | ДР Конго    | 2 – 0     | Бенін      | Відбір до ЧС 2022                            | -    | 84'      |
| 4-6-2022   | Кіншаса      | ДР Конго    | 0 – 1     | Габон      | Відбір до Кубка африканських націй 2023      | -    | 46'      |
| Усього     |              | Матчів      | 13        |            | Голів                                        | 3    |          |

## Титули і досягнення
- Володар Кубка Туреччини (1):

«Бешикташ»: 2023–24
- Володар Суперкубка Туреччини (1):

«Бешикташ»: 2024